# Galesburg (Míchigan)
Galesburg es una ciudad ubicada en el condado de Kalamazoo en el estado estadounidense de Míchigan. En el Censo de 2010 tenía una población de 2009 habitantes y una densidad poblacional de 536,43 personas por km².

## Geografía
Galesburg se encuentra ubicada en las coordenadas 42°17′27″N 85°25′3″O / 42.29083, -85.41750. Según la Oficina del Censo de los Estados Unidos, Galesburg tiene una superficie total de 3.75 km², de la cual 3.64 km² corresponden a tierra firme y (2.84%) 0.11 km² es agua.

## Demografía
Según el censo de 2010, había 2009 personas residiendo en Galesburg. La densidad de población era de 536,43 hab./km². De los 2009 habitantes, Galesburg estaba compuesto por el 93.53% blancos, el 2.44% eran afroamericanos, el 0.5% eran amerindios, el 0.35% eran asiáticos, el 0.05% eran isleños del Pacífico, el 0.5% eran de otras razas y el 2.64% pertenecían a dos o más razas. Del total de la población el 2.44% eran hispanos o latinos de cualquier raza.